# Resnica, ki jo je razkril Čas (Bernini)
Resnica, ki jo je razkril Čas ali preprosteje Resnica, je marmorna skulptura Giana Lorenza Berninija, ki jo hranijo v Rimu, v galeriji Borghese.

## Zgodovina
Izdelana je bila med letoma 1645 in 1652; Bernini je nameraval prikazati Resnico, alegorično predstavljeno kot golo mlado žensko, ki ji figura Časa nad njo sleče tančice, vendar ta druga alegorija ni bila nikoli izvedena. Bernini je leta 1665 izrazil namero, da doda figuro. 
Motivacija, ki je Berninija spodbudila k ustvarjanju dela, je bil po besedah njegovega sina Domenica kiparski odgovor na napade nasprotnikov, ki so kritizirali njegov propadli projekt izgradnje dveh stolpov na pročelju vatikanske bazilike. Na fasadi so se pojavile razpoke zaradi nezmožnosti temeljev, da bi podprli stolpe, krivdo pa je prejela Berninijeva arhitekturna ekspanzija, čeprav zgodovinarji niso prepričani o veljavnosti te legende.
Bernini je začel pripravljalno delo za Resnico leta 1645, v kritičnem obdobju po smrti njegovega glavnega mecena papeža Urbana VIII.; lik Resnice je bil v veliki meri dokončan leta 1652. Čeprav lik Časa ni bil nikoli dokončan, je Bernini v svoji oporoki skulpturo za vedno zapustil prvorojencu svoje družine in to kljub dejstvu, da je Bernini tudi želel prodati delo kardinalu Mazarinu.
Potem ko je bila izklesana, je bila v Berninijevem studiu na ulici via della Mercede; leta 1852 so jo preselili v palačo Berninijevih potomcev na ulici via del Corso, kjer so ga postavili na blok poševne štukature.
Tam je ostal do leta 1924, kasneje se je preselila v Galerijo Borghese, leta 1956 pa jo je dokončno kupila italijanska država; razstavljena je v sobi VIII Galerije Borghese. Sprva je bil nosilec, kot smo že videli, nagnjen, zdaj pa je prikazana na ravnem podstavku.

## Opis
Resnica je upodobljena kot mlada ženska, ki sedi na skali: z levo nogo drži na vrhu globusa, v desni roki pa drži sonce. Na vrhu so narisane tančice, ki ga le minimalno pokrivajo.
Ikonografija z Resnico, ki drži sonce v roki in postavlja svojo nogo na zemljo, je prisotna v delu Cesareja Ripe, Iconologia.
Na strani Galerije Borghese lahko preberete tudi: »Iz kiparske skupine so znane številne avtografske risbe; v figuri Resnice lahko prepoznamo povezave z nedokončano Alegorijo kreposti Correggia (Antonio Allegri), ki jo hrani Galerija Doria Pamphilj. v Rimu«.